# Saint-Coulitz
Saint-Coulitz é uma comuna francesa na região administrativa da Bretanha, no departamento Finisterra. Estende-se por uma área de 11,06 km². Em 2010 a comuna tinha 461 habitantes (densidade: 41,7 hab./km²).